# Anii 740 î.Hr.
Secole: Secolul al IX-lea î.Hr. - Secolul al VIII-lea î.Hr. - Secolul al VII-lea î.Hr.
Decenii: Anii 790 î.Hr. Anii 780 î.Hr. Anii 770 î.Hr. Anii 760 î.Hr. - Anii 740 î.Hr. - Anii 730 î.Hr. Anii 720 î.Hr. Anii 710 î.Hr. Anii 700 î.Hr.
Anii: 749 î.Hr. | 748 î.Hr. | 747 î.Hr. | 746 î.Hr. | 745 î.Hr. | 744 î.Hr. | 743 î.Hr. | 742 î.Hr. | 741 î.Hr. | 740 î.Hr.